# 徐继庄
徐继庄（1904年—？）浙江镇海人。中华民国银行家。曾任中国农民银行总经理。抗日战争胜利后因“徐继庄贪污大案”轰动一时，此案位列中华民国四大贪污案之一。

## 生平

### 早年生涯
浙江宁波镇海县（今属北仑区）人。父亲徐青甫，江浙财团代表人物之一。早年就读于宁波小学。毕业后赴上海银行作实习生。后留学美国，在加州大学伯克利分校学习金融。回国后，入上海特别市市政府，成为当时市长黄郛（黄与徐父徐青甫为师生）幕僚，任职于北伐军经理处。北伐胜利后，徐入职中央银行。先后担任中央银行济南、九江、汉口分行的经理。后出任中国农民银行总经理。当时中国农民银行发行的钞票上均盖有徐继庄的印信。1937年，徐改任香港邮汇局副局长。1942年，出任邮政储金汇业局局长，从香港奉命调至抗战陪都重庆。
徐继庄初以廉洁奉公，乐于助人为名。中国农民银行任上，曾拒绝英国德纳罗公司的巨额贿赂，也拒绝在银行中任用自己的亲戚。后来生活趋向腐化堕落。

### 营救港督杨慕琦
徐曾协助营救港督杨慕琦。第二次世界大战时期，英属香港被日军占领，时任港督的杨慕琦被日军捕获，关入日军在香港的集中营。盟军对日占香港屡次发动空袭。日军集中营成为盟军空袭目标之一。港督杨慕琦个人生命安危无法保障。杨慕琦暗中托人写信给徐继庄，托付他设法与英国政府联系。并托付徐继庄要求英国政府通过中立国瑞士向日本提出外交交涉。要求日本按照当时的国际法，在押解外籍人士的集中营上悬挂有红十字的旗帜。这样就能让盟军空军识别，在空袭香港时避免轰炸外籍人士聚集的集中营目标，从而避免外籍人士伤亡。徐继庄毫不犹豫接受了来自杨慕琦的托付，利用自己的人脉关系，克服重重困难成全了杨的托付。在来自英国政府等国际外交舆论压力下，日军在集中营上空升起红十字旗。盟军空袭遂避免该处目标，杨慕琦等外籍人士的性命得以保全。日后，轰动一时的“徐继庄贪污大案”爆发，徐也首选香港作为逃脱地点，与此不无干系。

### 徐继庄贪污大案
1947年，徐侵吞国民政府发行的美元公债400万（总发行量500万），侵吞了八成。案发后，徐离沪赴香港。在香港被港署逮捕，被关押在赤柱监狱橡皮监房。国民政府闻讯后，向香港政府交涉，希望引渡徐，蒋中正并亲自发电通知香港政府。国民政府并起诉徐，罪状为侵吞美金5万元、美金公债26万元、法币28亿元（与案发时传闻的数目不同）。不料徐委托香港大律师施露华，交付创纪录的500万元港元保释金，得以保释出狱。1948年2月4日，国民政府派至香港的的淞沪警备区司令部郑重一干人等，空手而归。次日，上海各大报纸争相报导此事，国民政府顿失威信。1949年1月28日，香港最高法院作出最终判决，徐继庄引渡案不成立，徐被当庭释放。

## 延伸阅读
- 陈兰荪，官场钩沉：重庆旧闻录1937—1945（第21章 徐继庄贪污大案1），重庆出版社，2006年 （页面存档备份，存于）